# Landevorrichtung
Landevorrichtungen sind bei Hubschraubern erforderlich, um senkrecht starten und landen zu können.

## Arten

### Landekufen
Die Landekufen (engl. Skids) sind die am häufigsten verwendete Landevorrichtung bei Hubschraubern. Durch ihre einfache Konstruktion sind diese leicht herzustellen und meist wartungsfrei. Ein weiterer Vorteil der Landekufen ist die Eigenschaft, im Falle einer zu harten Landung oder eines Aufpralls am Boden Energie von bis zu 2 m/s zu absorbieren. Derartige Landevorrichtungen für zivile Hubschrauber müssen bei US-amerikanischen Herstellern den Federal Aviation Regulations (FAR) Part 27 Abschnitt 725 Limit drop test entsprechen und für europäische Hubschrauber gilt die EASA CS-27 Abschnitt 501 (beide für Kleinhubschrauber).
Die Konstruktion der Landekufen besteht im Normalfall aus zwei Halterohren, die quer zum Rumpf angebracht sind, und zwei Rohren längsseitig, welche die Kufen bilden. Die Werkstoffe sind hierfür meist Aluminium 7075. Um die Kufen vor zu hoher Abnutzung zu schützen, sind auf deren Unterseite „Schuhe“ (engl. shoes) angebracht. In einigen Fällen (z. B. Enstrom Hubschrauber, Schweizer 300C) sind die Landekufen zusätzlich mit Stoßdämpfern ausgestattet.
Landekufen sind auch in hoher Ausführung für unebenes Gelände, hohes Gras oder Aufbauten unter dem Rumpf erhältlich. Um Hubschrauber mit Kufen-Landegestell dennoch auf dem Boden bewegen und z. B. in den Hangar rollen zu können, werden am hinteren Kufenende Rollen aufgesteckt, die mit einem Hebel heruntergedrückt werden können (z. B. Robinson R22, Bell 206).
Diese Landevorrichtung bietet gegenüber einem Räderfahrwerk einige Vorteile. Ein Kufen-Landegestell wiegt weniger und bietet weniger Luftwiderstand als ein festes Räderfahrwerk. Kufen verringern auch das Risiko, sich an Objekten am Boden (z. B. Sträuchern) zu verhaken. Von Nachteil ist, dass Kufenlandegestelle anfälliger für Bodenresonanz sind.

### Fixes Fahrwerk
Fixe Fahrwerke (engl. fixed wheels) findet man hauptsächlich bei größeren Hubschraubern, die auch am Boden bewegt werden müssen (z. B. auf Flugzeugträgern die Sikorsky UH-60). Die gebräuchlichste Anordnung der Fahrwerke ist die dreibeinige. Bei diesen Fahrwerken und schwereren Hubschraubern ist die Ausführung einer Doppelbereifung möglich. Diese Fahrwerke sind mit Stoßdämpfern und Bremsen versehen. Ein weiterer Vorteil ist die Eigenschaft, dass der Hubschrauber mit geringer Triebwerksleistung am Boden rollen kann und sich nicht im Schwebeflug fortbewegen muss. Die Steuerung des Hubschraubers erfolgt über die Pedale (für den Heckrotor), welche am Boden auf die linke und rechte Bremse des jeweiligen Rades wirken. Das Bugrad ist üblicherweise um 360 Grad frei schwenkbar und wird vor dem Abheben des Hubschraubers arretiert.

### Einziehbares Fahrwerk

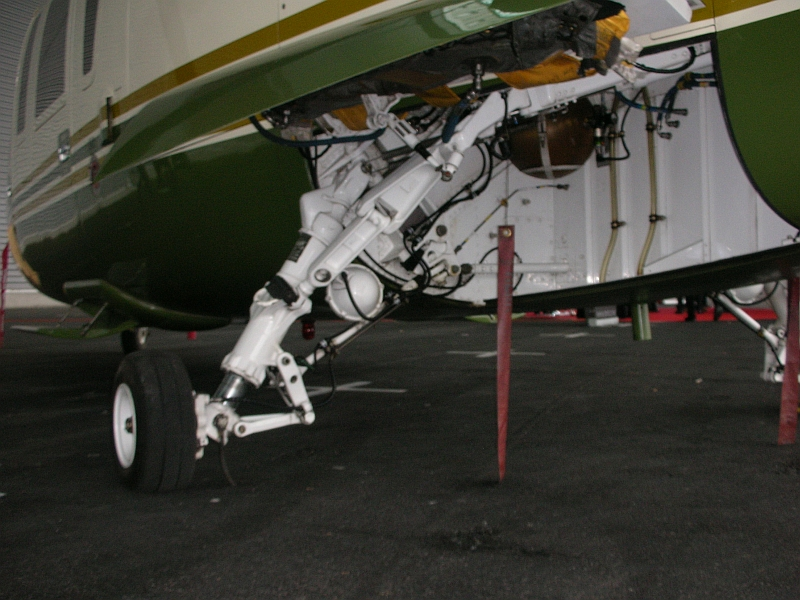
Das einziehbare Fahrwerk einer Sikorsky S-76+ (im oberen Teil des Fahrwerksschachtes ist auch der gelbe aufblasbare Notschwimmer ersichtlich)

Das einziehbare Fahrwerk (engl. Retractable gear) wird häufig bei Hubschraubern eingesetzt, die ihre Verwendung vor allem im Geschäftsbereich finden (z. B. Agusta A109, Bell 222, Sikorsky S-76). Auch einige militärische Hubschrauber verfügen über Einziehfahrwerke, z. B. Mil Mi-24, Kamow Ka-50 und Ka-52.
Trotz erhöhtem Wartungsaufwand und höherem Gewicht überwiegt der Vorteil des geringeren Luftwiderstandes und der daraus resultierenden höheren Geschwindigkeit und des geringeren Kraftstoffverbrauchs im eingefahrenen Zustand. Bei einigen militärischen Entwicklungen (z. B. Boeing-Sikorsky RAH-66) war auch die Verringerung der Radarsignatur ein Argument.

### Landeski

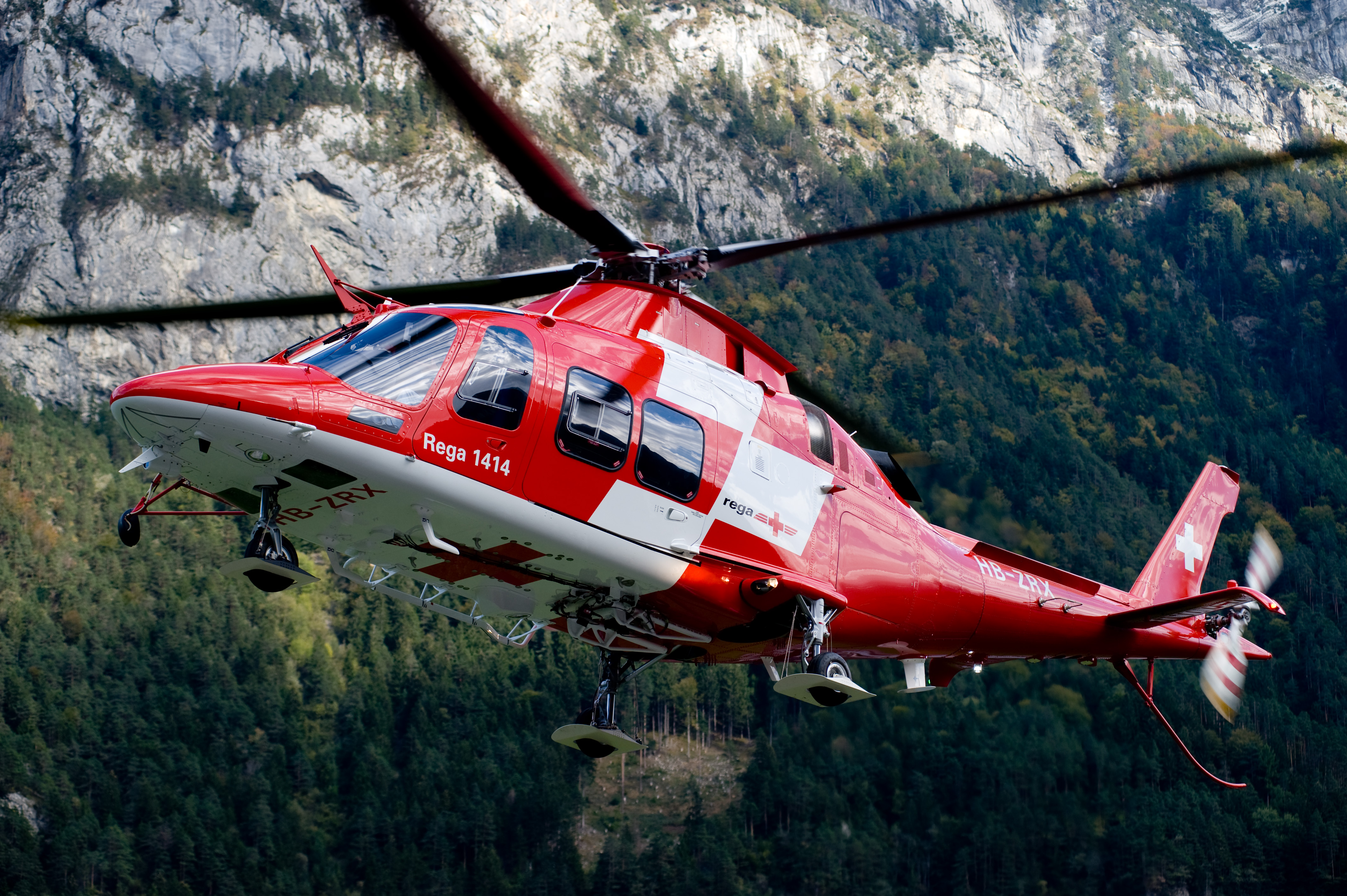
Ein AgustaWestland A109S Grand Da-Vinci der Schweizerischen Rettungsflugwacht mit Landeski

Breite Landeski (engl. Helicopter skis) sind Skikufen für den alpinen Einsatz im Schnee vorgesehen, wenn Räder oder Kufen nicht möglich sind, und verhindern ein Einsinken des Hubschrauber in weichen Untergrund (Schnee, Sand).

### Wasserkufen
Wasserkufen (engl. floats) sind Schwimmkörper, um den Hubschrauber auf dem Wasser landen zu können.
Anders als bei Wasserflugzeugen wird bei Hubschraubern im Normalfall keine eigene Lizenz benötigt, aber trotzdem fliegerisches Können verlangt, da beim Drehen des Rotors kein Reibungswiderstand wie bei Kufen am Boden auftritt und daher das auftretende Drehmoment rechtzeitig kompensiert werden muss.
Man unterscheidet:
- Fixe Schwimmer auf den Kufen (engl. float-on-skid) Robinson R44 Clipper mit aufblasbaren Schwimmern

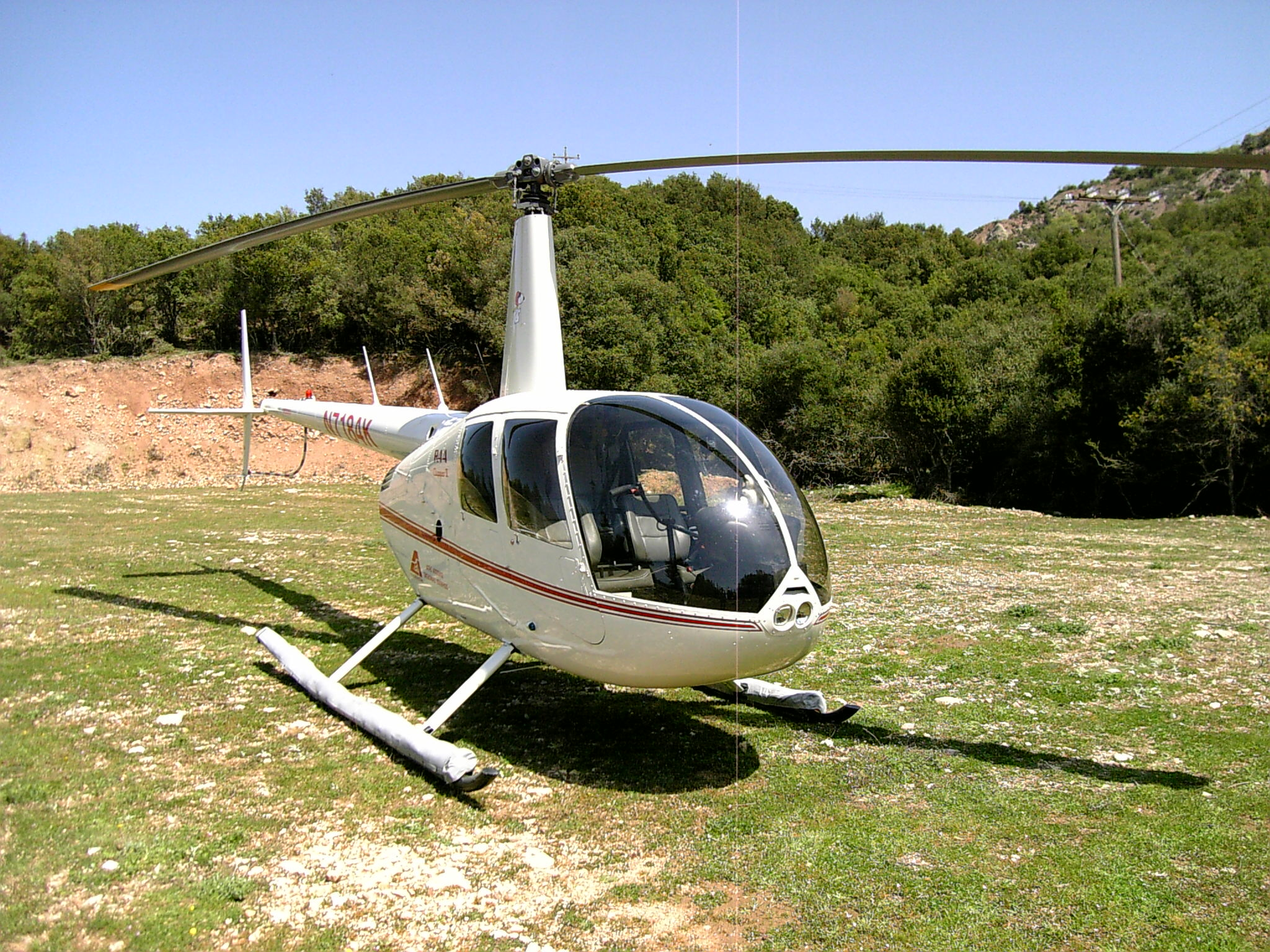
Robinson R44 Clipper mit aufblasbaren Schwimmern

- Fixe Schwimmer unter den Kufen (engl. skid-on-float)
- Aufblasbare Notschwimmer (engl. Emergency pop-out floats)